# Ring of Fire (pjesma)
"Ring of Fire" or "The Ring of Fire" je pjesma koju su napisali June Carter Cash i Merle Kilgore, a popularizirao ju je Johnny Cash. Singl se pojavio na Cashovom albumu z 1963. Ring of Fire: The Best of Johnny Cash. Skladbu su izvorni snimili Juneina sestra Anita Carter na albumu koji je objavio Mercury Records Folk Songs Old and New (1963.) kao "(Love's) Ring of Fire".
"Ring of Fire" dosegao je četvrto mjesto na CMT-ovoj ljestvici 100 najvećih pjesama country glazbe iz 2003. i br. 87 na Rolling Stoneovoj' ljestvici 500 najvećih pjesama svih vremena.
Pjesma je snimljena 25. ožujka 1963. i postala je najveći hit u karijeri Johnnyja Casha. Držala je prvo mjesto na top-ljestvicama sedam tjedana. R.I.A.A. ju je certificirala zlatnom nakladom 21. siječnja 2010. godine. Pjesma je skinuta u preko 1,2 milijuna digitalnih skidanja.